# 海斗号深潜器
“海斗”自主遥控水下科考机器人（ARV），由中国科学院沈阳自动化研究所研发。
2015年7月1日完成总装。2016年6月22日~8月12日由母船“探索一号”携带，在马里亚纳海沟挑战者深渊下潜至10767米，并获得万米温盐深剖面数据。